# Zapotèque de Mixtepec
Ne doit pas être confondu avec Zapotèque de San Agustín Mixtepec ou Zapotèque d'Asunción Mixtepec.
Le zapotèque de Mixtepec (ou zapotèque de San Juan Mixtepec, zapotèque de Miahuatlán de l'Est) est une variété de la langue zapotèque parlée dans l'État de Oaxaca, au Mexique.

## Localisation géographique
Le zapotèque de Mixtepec est parlé dans le sud de l'État de Oaxaca, au Mexique,.

## Intelligibilité avec les variétés du zapotèque
Les locuteurs du zapotèque de Mixtepec ont une intelligibilité de 80 % du zapotèque de zapotèque de Lapaguía-Guivini (le plus similaire), mais c'est sans doute un résultat d'un apprentissage bilingue, car il semblerait que l'intelligibilité réelle soit de 50 %. C'est une langue distincte du zapotèque de San Agustín Mixtepec.